# Mexme Galet
Pour les articles homonymes, voir Galet (homonymie) et Gallet.
Mexme Galet (ou Mesme Gallet) est un financier du XVIIe siècle originaire de Chinon. De 1624 à 1627, il fait édifier le prestigieux hôtel de Sully, dans le quartier du Marais à Paris.

## Biographie
Il est né au cours du dernier quart du XVIe siècle à Chinon. Contrôleur des finances, il poursuit son ascension sociale par l'achat de diverses possessions et seigneuries dans le Chinonais, le Loudunais et dans l'ouest parisien :
- seigneurie de La Jaille (voir château de la Grande-Jaille) en 1619 ;
- seigneurie de Montmort ;
- seigneurie du Petit-Thouars en 1625 ;
- hôtel de la rue Saint-Antoine en 1624[2].

Cette dernière propriété est achetée à madame de Montmagny et à ses enfants. Le 16 septembre 1625, il revient sur les termes d’un marché de maçonnerie signé le 20 mai : les façades de son hôtel du Marais ne seront pas de brique et pierre, mais de pierre de taille. 
En 1627, les dépenses de Mexme Galet pour la construction de son hôtel parisien, ajoutées à ses dettes de jeu, commencent à inquiéter ses créanciers. Il doit vendre son hôtel parisien à Roland de Neufbourg et François Poussart qui, de 1628 à 1630, en achèvent la construction en lui donnant sa structure actuelle. Un devis de 1627 concernant Mexme Galet prouve irréfutablement que Jean Androuet du Cerceau est bien l’architecte de l’hôtel de Sully. Mexme Galet et Isabeau des Vallées, sa femme, font donation à Madeleine Galet (ou Gallet), leur fille de la seigneurie de Montmort.
Il doit également vendre la seigneurie du Petit-Thouars en 1636, celle de La Jaille en 1637.
On ignore la date de mort de Galet, il est encore en vie le 21 avril 1639.

## Citations sur Mexme Galet
Mesme Gallet, contrôleur des finances et propriétaire incarne la passion du jeu et constitue un sujet de prédilection pour les satiristes.

« Galet a sa raison, et qui croira son dire, Le hasard, pour le moins, lui promet un empire »

— Mathurin Régnier, « Satire XIV », dans Les Satyres et autres œuvres de Régnier avec des remarques, Londres, Lyon & Woodman, 1729 (1re éd. 1613), p. 231, v. 111-112

« Eût-on plus de trésors que n’en perdit Galet, N’avoir en sa maison ni meubles, ni valet. »

— Nicolas Boileau, « Satire VIII », dans Satires, vol. 1 et 2, Imprimerie générale, 1872 (1re éd. 1662-1713) (lire sur Wikisource), p. 124 v. 81

« Ce pauvre Gallet, quand il estoit riche, avoit toujours quelque remede dans le corps; depuis qu'il estoit gueux, il se portoit le mieux du monde »

— Gédéon Tallemant des Réaux et Georges Mongrédien (éd.), « Joüeurs », dans Les historiettes, t. VII, Classiques Garnier, coll. « Classiques Jaunes », 2014 (1re éd. 1934) (ISBN 978-2-8124-2260-7 et 2-8124-2260-2, OCLC 951375072, DOI 10.15122/isbn.978-2-8124-2260-7.p.0295), p. 295

« Gallet n'a jamais perdu que quatre francs au jeu ; Elu à Chinon, puis Controlleur des Finances ; parent de ce Vertigalet dont il est parlé dans Rabelais. Voyés les origines de Ménage ; bâtit l'Hotel de Sulli ; souvent volé & trompé. Vers sur lui dans Regnier ; a fait quitter les dés à Henri IV ; le coup de Gallet ; mort à 70 ans ; le jeu de Gallet avec des tables »

— Henri Sauval, Histoire et recherches des antiquités de la ville de Paris, t. 3, Paris, 1724 (BNF 31304483, lire en ligne), p. 13
.